# Micraxylia pseudogigas
Micraxylia pseudogigas là một loài bướm đêm trong họ Noctuidae.